# 山名是豊
山名 是豊（やまな これとよ）は、室町時代の武将、守護大名。備後・安芸・山城守護。山名持豊（宗全）の次男。子に頼忠（よりただ）がいる。

## 経歴
父とは不仲であり、寛正元年（1460年）に兄の教豊が父と対立して播磨へ下向した時に家督を譲られることを望んだが却下されたこと、寛正3年（1462年）に細川勝元から備後・安芸守護職に任じられて河内嶽山城で畠山義就と戦ったこと（嶽山城の戦い）、寛正5年（1464年）に山城守護職にも任命されたことなどが原因で応仁の乱では東軍の細川勝元方につき、父の率いる西軍と争った。
ただし、応仁の乱以前の備後・安芸の守護就任は事実ではなく、あくまでも守護に任じられた惣領（宗全－教豊）の名代に過ぎず、庶流の1人として備後における守護代もしくはそれに準じた立場であったとする説もある。この説では、是豊が嶽山城の戦いの戦功によって細川勝元から山城守護職に任じられたのは抜擢と呼べるもので、それだけに勝元への恩義を強く感じていたとしている。伊藤大貴は宗全・是豊父子が不仲であったとする裏付けはなく、父や兄の守護代としての仕事を忠実に務めた人物とした上で、宗全が細川勝元との協調を破棄して畠山義就を支援したことは彼の独断によるもので、教豊・是豊兄弟ら一門や被官から支持されたものではなかった、としている。しかし、赤松政則が嘉吉の乱の結果、山名氏に奪われる形となった旧赤松氏領国（播磨・美作・備前）を奪回するために勝元との連携に踏み切ると、一門・被官は旧赤松氏領国にあった自らの所領を守るために宗全に従って勝元・政則と戦うことになったが、旧赤松氏領国にほとんど所領を持たなかったために政則との利害対立を持たなかった是豊は勝元への恩義を重視して父親と決別する形で東軍に身を投じることになったとしている。なお、開戦直後に西軍方の石見守護山名政清（美作守護兼任）に対抗するために東軍から石見守護に補任されたものの、石見は東軍側に寝返った大内道頓と山名清宗（政清の守護代、赤松政則によって美作を追われた後に政清から離反した）によって大半を制圧されて、東西両軍の守護が共に石見へ入れないという異例の事態となった。
猛将として知られる吉川経基や毛利豊元を従え上洛、応仁2年（1468年）に備後へ戻り西軍勢力と交戦、翌文明元年（1469年）に再上洛して摂津で大内政弘軍を迎撃し破り、西軍の拠点の1つ船岡山を攻撃し奪取、摂津神呪寺や山城西岡・勝竜寺城で西軍と戦うなど在京中の戦いにおいては活躍するが、文明2年（1470年）に備後に西軍が乱入したため12月23日に再度備後に戻り西軍と戦う。文明7年（1475年）に東軍である小早川煕平が篭もる高山城への援護にむかったものの遅参し、備後に到着時には既に東西両軍が和睦をした後であるなど失態を演じ人望を失い、備後を追放された。文明8年（1476年）4月には是豊死亡の情報が京都に伝わり、この時に「西方衆」であったと記されていることから、宗全没後の山名氏が細川氏と和睦する形で西軍を離脱して東軍に寝返った結果、政治的立場を失った是豊は西軍の残存勢力に加わっていたと推測される。この結果、甥とも弟ともされる山名政豊が備後・安芸・山城守護となった。
備後山名氏は政豊の子である山名俊豊が継承するも、俊豊は父と対立し、度重なる内訌を見た傘下の国人領主は続々と山名氏から離反、備後における山名氏の力はその後急速に衰退した。戦国時代、山名理興に滅ぼされたとされる山名忠勝（氏政）は備後山名氏の末裔とされるが理興自身を末裔とする説もありその系譜ははっきりとはしない。

## 偏諱を受けた人物
- 毛利豊元 - 初め是豊の家臣、のち応仁の乱の最中に西軍・大内政弘の配下に降って山名政豊を助け是豊と対立。